# Afroneta picta
Afroneta picta là một loài nhện trong họ Linyphiidae.
Loài này thuộc chi Afroneta. Afroneta picta được Herman Theodor Holm miêu tả năm 1968.